# Hemithyrsocera rubronigra
Hemithyrsocera rubronigra es una especie de cucaracha del género Hemithyrsocera, familia Ectobiidae.

## Distribución
Esta especie se encuentra en Malasia e Indonesia (Sumatra e islas Mentawai).